# Sindromul Aicardi
Sindromul Aicardi este un sindrom, o malformație genetică rară, caracterizat prin absența parțială sau completă a unei structuri cheie din creier numită corpul calos, prezența anomaliilor retiniene și convulsii sub formă de spasme infantile .  Sindromul Aicardi este, teoretic, cauzat de un defect al cromozomului X, fiind observat doar la fete sau la băieți cu sindrom Klinefelter. Confirmarea acestei teorii așteaptă descoperirea unei gene cauzale. Simptomele apar de obicei înainte ca un copil să împlinească 5 luni.     

## Semne și simptome
Copiii sunt identificați cel mai frecvent cu sindromul Aicardi înainte de vârsta de 5 luni. Un număr semnificativ de fete, produse ale nașterilor normale, par să se dezvolte normal până în jurul vârstei de 3 luni, când încep să aibă spasme infantile . Debutul spasmelor infantile la această vârstă se datorează închiderii sinapselor neuronale finale din creier, o etapă a dezvoltării normale a creierului. O serie de tumori au fost raportate în asociere cu sindromul Aicardi: papilom coroid plexus (cel mai frecvent întâlnit), meduloblastom, polipi hiperplastici gastrici, polipi rectali, teratomul benign al palatului moale, hepatoblastom, cancer de celule embrionare parafaringiene, angiosarcomul membrelor și lipomul scalpului . 

## Genetică
Aproape toate cazurile raportate de sindrom Aicardi au fost la fete. Puținii băieți care au fost identificați cu sindromul Aicardi, s-au dovedit a avea 47 de cromozomi incluzând un cromozom sexual complemtar XXY, specific sindromului Klinefelter .     

Se consideră că toate cazurile de sindrom Aicardi se datorează noilor mutații. Nici o persoană cu sindrom Aicardi nu este cunoscut că a transmis gena X-legată responsabilă pentru sindrom la urmași. 

## Diagnostic
Sindromul Aicardi este caracterizat de obicei printr-o triadă de manifestări - cu toate acestea, una dintre caracteristicile „clasice” care lipsește, nu exclude diagnosticul sindromului Aicardi, dacă sunt prezente celelalte caracteristici. 
1. Absența parțială sau completă a corpului calos din creier (agenza corpusului callosum);
2. Anomalii oculare cunoscute sub numele de "lacune" ale retinei, care sunt destul de specifice acestei tulburări; colobomul nervului optic; și
3. Dezvoltarea în copilărie a convulsiilor care se numesc spasme infantile .

Alte tipuri de defecte ale creierului, cum ar fi microcefalia, polimicrogiria, chisturile porencefalice și ventriculele cerebrale lărgite datorită hidrocefaliei sunt, de asemenea, frecvente în sindromul Aicardi. 

## Tratament
Tratamentul sindromului Aicardi implică în primul rând managementul convulsiilor și programele de intervenție timpurie / continuă pentru întârzieri de dezvoltare. 
Comorbiditățile și complicațiile suplimentare întâlnite uneori cu sindromul Aicardi includ chisturi proencefalice și hidrocefalee și probleme gastro-intestinale. Tratamentul pentru chisturi porencefalice și / sau hidrocefalie este adesea printr-o evocare sau fenestrarea endoscopică a chisturilor, deși unele nu necesită tratament. Plasarea unui tub de alimentare, fundoplicatia și intervențiile chirurgicale pentru a corecta herniile sau alte probleme structurale gastro-intestinale sunt uneori folosite pentru a trata problemele gastro-intestinale. 

## Prognostic
Prognosticul variază mult de la caz la caz, în funcție de gravitatea simptomelor. Cu toate acestea, aproape toate persoanele raportate cu sindrom Aicardi până în prezent au cunoscut o întârziere de dezvoltare într-un grad semnificativ, ceea ce duce de obicei la o dizabilitate intelectuală ușoară, la moderată, și până la profundă. Intervalul de vârstă al indivizilor cu sindrom Aicardi este de la naștere până la mijlocul anilor 40. Nu există niciun remediu pentru acest sindrom. 

## Epidemiologie
Prevalența la nivel mondial a sindromului Aicardi este estimată la câteva mii, cu aproximativ 900 de cazuri raportate în Statele Unite. 

## Istorie
Această afecțiune a fost recunoscută pentru prima dată ca sindrom distinct în 1965 de Jean Aicardi, neurolog și epileptolog francez pediatru.  